# Литопс
Литопс (Lithops) е род сукулентни растения oт семейство Aizoaceae. Растенията от този род се наричат още Живи камъчета, тъй като в еволюционното си развитие те са приели формата и цвета на песъчинките и скалите, които ги заобикалят. Сливайки се със средата си, те избягват това да бъдат намерени и изядени от животните. Видовете от този род се срещат в южната част на Африка, основно в държавите Намибия и ЮАР. Съществуват 38 вида литопси.

## Разпространение
Литопсите се срещат естествено в Намибия и ЮАР, както и в ограничени територии по границата на Ботсвана, като е възможно да се срещат и в Ангола. Отбелязани са популации обитаващи надморска височина от морското равнище до високите части на планините. Местообитанията, на които се срещат, са сухи пасища или голи скали в пустини и полупустини. Годишната сума на валежите в тези места е от около 700 мм до почти 0 мм. Някои видове разчитат основно на формирането на роса при липса на валежи.

## Отглеждане
Литопсите са популярни като декоративни растения за дома и се събират в колекции от много специалисти по сукулентните растения. Отглеждат се сравнително лесно при достатъчно слънцегреене и подходящо дренирана почва, която не задържа вода.
През зимата изпадат в покой като поливането трябва да се спре, а температурата да бъде около 10-15 градуса. Поливането започва при появата на новия чифт листа, след изсъхването на старата двойка листа през зимата. През пролетта растението се полива умерено, а лятото поливането отново се ограничава. Периодът на цъфтеж обикновено започва рано през есента, като тогава отново се полива. Размножават се основно чрез семена. Цветовете могат да се опрашат и ръчно. За целта са нужни две растения, които цъфтят едновременно. Семената узряват за около 9 месеца.
Растенията в саксия трябва да получават достатъчно светлина, но не трябва да бъдат оставяни на прекалено високи температури, тъй като нямат възможност да се охлаждат сами. В естествената си среда те се охлаждат от студената почва под повърността.

## Видове
- Lithops amicorum
- Lithops aucampiae
- Lithops bromfieldii
- Lithops coleorum
- Lithops comptonii
- Lithops dinteri
- Lithops divergens
- Lithops dorotheae
- Lithops francisci
- Lithops fulviceps
- Lithops gesinae
- Lithops geyeri
- Lithops gracilidelineata
- Lithops hallii
- Lithops helmutii
- Lithops hermetica
- Lithops herrei
- Lithops hookeri
- Lithops julii
- Lithops karasmontana
- Lithops lesliei
- Lithops localis
- Lithops marmorata
- Lithops meyeri
- Lithops naureeniae
- Lithops olivacea
- Lithops optica
- Lithops otzeniana
- Lithops pseudotruncatella
- Lithops ruschiorum
- Lithops salicola
- Lithops schwantesii
- Lithops steineckeana
- Lithops turbiniformis
- Lithops vallis-mariae
- Lithops werneri
- Lithops verruculosa
- Lithops villetii
- Lithops viridis

- Дисекциран Литопс
- Цвят на Литопс
- Отглеждане в саксии
- Мимикрия на средата